# Галицька Асамблея 1991
«Галицька Асамблея» — спільні сесії Львівської, Тернопільської та Івано-Франківської обласних рад, які відбулися 16 лютого і 5 вересня 1991 р.
Затвердили угоду про основні принципи співпраці між цими обласними радами та створення регіональної координаційної ради з метою співпраці в політичній, економічній, торговельній, науково-технічній, гуманітарній і культурній сферах для піднесення життєвого рівня населення в умовах наростання кризи радянського суспільства.
Були прийняті також ухвали «Про єдність українських земель» і «Про проведення 17 березня 1991 обласних референдумів про незалежність України».
Ця подія тоді стала приводом (причому ця теза час до часу з'являлася протягом наступного 20-ліття) для звинувачення цих трьох областей у проявах сепаратизму.

## Передумови Галицької Асамблеї
На кінець 1990 року в Україні склалася надзвичайна ситуація з гострим дефіцитом споживчих товарів. Регіони прагнули захистити себе від економічного хаосу, обмежити його розростання. Було очевидно, що консолідація демократичних сил, об'єднання ресурсів, потенціалів та зусиль трьох областей Галичини підвищить їхні шанси на виживання. Але для тісної співпраці було й ширше підґрунтя, ніж жорстка економічна потреба — цілий комплекс історичних, культурних, господарських, політичних та економічних мотивів.
Такими передумовами були:
- Доповнюваність економік галицьких областей, що в сукупності різко підвищувало самодостатність регіону — як його стійкість та опірність в аварійних обставинах, так і потенціал до розвитку.

- Єдність економічної та соціальної інфраструктури, що формувалася в Галичині століттями й сплавлена культурними та господарськими традиціями.

- Єдність та синхронність суспільно-політичних процесів в регіоні, висока однорідність та визначеність населення регіону в ставленні до основних соціально-політичних проблем.

Саме це визначало основні напрями стратегічної роботи керівництва галицьких областей: формування та утвердження регіонального фрагмента державності України та регіональної інфраструктури ринкової економіки.
Юридичною основою для розробки та реалізації цієї ідеї стала довгострокова угода щодо співробітництва.
В основу її було покладено:
- зобов'язання із сумісного проведення структурної, інвестиційної, природоохоронної, фінансово-кредитної, цінової регіональної політики;
- розширення співробітництва в комерційній, маркетинговій, посередницькій діяльності;

8 розробка й впровадження спільного механізму соціального розвитку областей збалансованого з природним і економічним потенціалами, підвищення рівня життя, соціального і економічного захисту населення;
- створення спільної індустрії туризму та ін.

Механізмом реалізації угоди було передбачено створення робочого органу — Міжрегіональної координаційної ради, експертних груп спеціалістів з метою визначення головних регіональних проблемних питань і шляхів їхнього вирішення, а також створення комп'ютерного банку даних на регіональному інформаційно-обслуговуючому центрі. Пізніше ця робота була зосереджена в створеному Галицькому економічному центрі, який очолив професор В.Пинзеник. Результатом його роботи була програма переорієнтації виробничих зв'язків з метою різкого підвищення рівня внутрішньої кооперації, конкретні проєкти організації нових виробництв тощо.

## Діяльність
Генератором, лідером і основним рушієм ідеї ГА став голова Львівської обласної ради 1-го демократичного скликання В'ячеслав Чорновіл.
Перша Галицька Асамблея (об'єднана сесія Івано-Франківської, Львівської та Тернопільської обласних рад народних депутатів) відбулася 16 лютого 1991 р. в приміщенні Львівського театру опери та балету. Ця подія стала тогочасною сенсацією та викликала певну тривогу центральної влади у Києві. На асамблею прибула представницька делегація з Києва на чолі з Іваном Плющем.
Галицька асамблея стала подією, що сприяла подоланню взаємних упереджень громадян різних частин України, зміцнювала в масовій свідомості дух соборності України. Найбільше значення в цьому мала прийнята сесією ухвала «Про єдність українських земель», яка ствердила, що основою для возз'єднання українських земель у кордонах однієї держави є Акт злуки УНР і ЗУНР від 21 січня 1919 р., і засудила будь-які намагання порушити територіальну цілісність України.
За іншою ухвалою асамблеї, 17 березня 1991 р. були проведені обласні референдуми, альтернативні до ініційованого М.Горбачовим Всесоюзного референдуму щодо долі Союзу РСР. Галицький плебісцит із його 90%-овим «Так!» державній незалежності України став генеральною репетицією Всеукраїнського референдуму 1 грудня 1991 року.
27 червня 1991 р. Газета «Голос України» опублікувала звернення до Верховної Ради УРСР Координаційної ради обласних рад народних депутатів Івано-Франківської, Львівської. Тернопільської областей, підписані головами цих рад (М.Яковина, В.Чорновіл, В.Олійник) від 18 червня, в якому підписання союзного договору в даний час розцінювалось як «неприпустиме». Координаційна рада рішуче виступила проти
розгляду питання про союзний договір на поточній сесії Верховної Ради УРСР.
Друга асамблея, яка відбулася 5 вересня 1991 р. в Тернополі, прийняла, зокрема, ухвалу, на виконання якої створили робочу групу з питань розробки законопроєктів про організацію виконавчої влади та місцевого самоврядування. Група у складі львівських та івано-франківських юристів напрацювала законопроєкти про місцеве самоврядування, місцеві державні адміністрації та правовий статус області, які орієнтували на побудову унітарної децентралізованої держави з розвинутим регіональним і місцевим самоврядуванням. Також було рекомендовано В. Чорноволу балотуватися на виборах Президента України.

## Згортання діяльності
Через подальше посилення тенденцій централізації в системі виконавчої влади та зміну керівників обласних рад співпраця в рамках Галицької асамблеї поступово згорталася. Раціональні напрацювання того часу не були реалізовані згодом у формі законодавчих норм.
З часом В'ячеслав Чорновіл був підданий гострій критиці за Галицьку Асамблею як прояв сепаратизму й поступово відійшов від цієї ідеї.
На пересічному рівні сприйняття цієї ідеї часто справді відбувалося через призму сепаратизму. Проводились аналогії зі ЗУНР. Суспільні настрої електорату були такими, що якби постав вибір — незалежність і демократія хоч для даної частинки України, нехай через сепаратизм і від'єднання, чи повернення в єдиний тоталітарний СРСР з подальшою побудовою комуністичного суспільства ціною збереження формальної єдності радянської республіки, переважна більшість обрала би сепаратизм.
Але жодних політичних рішень, до яких можна було припасувати прояви сепаратизму, Галицька Асамблея не приймала. Подібних мотивів не звучало і в жодному виступі з трибуни Асамблеї (на відміну, наприклад, від з'їзду депутатів у Сіверодонецьку 2004 р.).
За оцінками сучасних аналітиків, на тодішню політику Києва щодо Галичини наклалися суттєві об'єктивні та суб'єктивні обставини. Після референдуму про незалежність і виборів Президента, на яких В'ячеслав Чорновіл програв Кравчуку, отримавши 25 % в загальноукраїнському масштабі, стало зрозуміло, що велика політика відтак буде вершитися у Києві, а не у Львові. Попри те, що Галичина віддала своєму лідеру понад 70 % голосів, Чорновіл важко сприйняв програш і зрештою вирішив переїхати до Києва, де почав шукати відповідного майданчика для реалізації своїх планів. За Чорноволом в Київ «розбудовувати Україну» потягнулися галицька еліта. Адже саме в Києві вирішувались питання розподілу влади та власності. Почався процес приватизації та роздержавлення. Проте тих цілей, які галичани ставили перед собою у Києві (чи, бодай, декларували як мету своєї боротьби), досягнуто не було.